# Ukemi
Ukemi er faldteknikker inden for fx judo.